# Brachymenium bulbiferum
Brachymenium bulbiferum är en bladmossart som beskrevs av Edwin Bunting Bartram 1934. Brachymenium bulbiferum ingår i släktet Brachymenium och familjen Bryaceae. Inga underarter finns listade i Catalogue of Life.